# Eral
Eral là một thị xã panchayat của quận Toothukudi thuộc bang Tamil Nadu, Ấn Độ.

## Địa lý
Eral có vị trí 8°38′B 78°01′Đ / 8,63°B 78,02°Đ Nó có độ cao trung bình là 13 mét (42 feet).

## Nhân khẩu
Theo điều tra dân số năm 2001 của Ấn Độ, Eral có dân số 9284 người. Phái nam chiếm 49% tổng số dân và phái nữ chiếm 51%. Eral có tỷ lệ 81% biết đọc biết viết, cao hơn tỷ lệ trung bình toàn quốc là 59,5%: tỷ lệ cho phái nam là 84%, và tỷ lệ cho phái nữ là 78%. Tại Eral, 11% dân số nhỏ hơn 6 tuổi.